# De oproep van de nar
De oproep van de nar is het eerste deel uit de trilogie De boeken van de Nar van de Amerikaanse schrijfster Margaret Lindholm (pseudoniem: Robin Hobb).

## Verhaal
FitzChevalric Ziener leeft nu onder de naam Tom Dassenkop in een klein hutje net buiten het oude Smidshamer. Hij woont daar samen met zijn wijsheidspartner Nachtogen en zijn pleegzoon Pé.
De enige uit zijn vroegere leven die hij nog ziet is de minstreel Spreeuw Vogelzang. Zij stelt voor Pé mee te nemen naar het oogstfeest in de stad Hertenhorst. Tijdens hun afwezigheid krijgt Fitz bezoek van zijn oude leermeester Chade. Nadat hij is vertrokken krijgt Fitz na enige tijd bezoek van zijn beste vriend De Nar, die ook volwassen is geworden. Dat is enkel te zien aan de verandering van zijn huid. Deze heeft een gouden kleur. De Nar gaat nu ook door het leven als Heer Gouden, een heer uit Jamailla.
Deze bezoeken brengen het leven van Fitz in de war en hij wil weten hoe het iedereen vergaan is.
Op een dag komt er een stomme bode langs met het bericht dat zijn aanwezigheid vereist in de Hertenhorst. Zodra Pé terug is van zijn bezoek aan het oogstfeest vertrekt FitzChevalric richting de Hertenhorst. Hij neemt de betrekking aan van dienstknecht en lijfwacht van Heer Gouden. Hij krijgt te horen dat de zoon van Veritas en koningin Kettricken, prins Plicht, wordt vermist. Fitz komt door middel van Vermogensdromen erachter dat de prins de Wijsheid bezit. Samen met Heer Gouden, de jageres Laurier en Nachtogen gaan ze op zoek naar de prins.
Prins Plicht is ontvoerd door een groep Bonten, mensen van het Oude Bloed, met radicale ideeën. Ze hebben de prins een jachtkat cadeau gedaan. Doch deze kat is geen gewone kat, de geest van een vrouw huist in het lichaam. Ze hebben de prins weggelokt met het vooruitzicht van een huwelijk. De prins, heimelijk verliefd en onwetend, is met hen meegegaan.
Na een achtervolging van enkele dagen vinden FitzChevalric, Heer Gouden en Nachtogen de groep Bonten. Na een kort gevecht weet FitzChevalric de prins te overmeesteren en ze ontvoeren hem. Toch weten de Bonten hen te vinden en FitzChevalric neemt de prins mee door een vermogenszuil, waardoor ze eindigen op Schatteneiland. Heer Gouden en Nachtogen worden ondertussen gevangengenomen door de Bonten. Op het eiland vindt FitzChevalric een aantal veervormige objecten en prins Plicht vindt een beeldje. Opgejaagd door de Abominaties vinden ze hun weg terug vanwaar ze zijn gegaan. FitzChevalric heeft Plicht ervan kunnen overtuigen dat de jachtkat niet het beste met hem voorheeft en dat ze niet is wie hij denkt dat ze is.
Met behulp van de Wijsheid van Plicht vinden ze Bonten. Fitz stelt ze een ruil voor: de prins voor Heer Gouden en Nachtogen. De Bonten stemmen hiermee in. Plicht stelt zich open voor de vrouwelijke geest die in de kat huist. Op het moment dat de geest de kat wil verlaten om zich het lichaam van Plicht toe te eigenen, eist de werkelijke kat dat Fitz haar doodt. Na een korte worsteling gebeurt dit ook en de geest van de vrouw sterft met de kat.
De Bonten beginnen te vechten en Fitz slaat met zijn zwaard de onderarm van de leider af. Hierna vluchten de overlevende Bonten. In dit gevecht raakt Nachtogen zwaargewond en hij sterft. Fitz is ontroostbaar. Via een omweg komen ze weer terug aan op de Hertenhorst. Op tijd om de Narkieza te ontvangen, die later de bruid van Plicht zal worden.